# Parelamaniet
De parelamaniet (Amanita rubescens) is een mits gekookt goed eetbare paddenstoel die behoort tot de familie Amanitaceae. Rauw is de paddenstoel giftig. De paddenstoel wordt vaak aangetast door insecten.

## Kenmerken
Hoed
De 3 tot 15 cm brede, gladde hoed van de paddenstoel is vleeskleurigbruin tot roodbruin en bedekt met witachtige tot felrode stippen afkomstig van het velum. De stippen kunnen door de regen eraf spoelen wat de herkenbaarheid doet afnemen. De jonge hoed is bolrond en wordt later gewelfd tot vlak. De rand van de hoed heeft geen ribbels. De hoed heeft geen gele reactie met KOH.
Lamellen
De lamellen zijn wit en krijgen na beschadiging roodbruine vlekken. Ze staan vrij van de steel of smal aangehecht. Korte lamellen zijn talrijk aanwezig.
Steel
De 7 tot 12 cm lange en 1 tot 2 cm brede steel is wit met roodbruine vlekken of strepen. Het manchet is fijn geribbeld. De steel is onderaan uivormig verdikt. Ook bevat een steel een vlezige ring die verticaal gestreept is. De knolvoet kan kleine wratjes bevatten.
Geur
Het vlees heeft en witte kleur en een zwakke geur. 
Sporenprint
De sporenprint is wit.

### Microscopische kenmerken
De sporen zijn glad, ovaal, amyloïde, wit en ongeveer 6–10,5 × 4–7µm groot. De basidia zijn 4-sporig zonder gespen. Pileipellis is een cutis of ixocutis van hyfen van 2–7 µm breed.

## Mogelijke verwisseling
De parelamaniet kan zeer gemakkelijk verwisseld worden met de giftige panteramaniet. Bij beschadiging verkleurt het weefsel van de parelamaniet rozerood tot roodachtig, terwijl dat van de panteramaniet niet verkleurt. Ook bij ouder worden verkleurt de parelamaniet naar deze kleur. In de volksmond wordt de parelamaniet dan ook "blozer" genoemd.
Ook kan de parelamaniet verwisseld worden met de giftige Amanita regalis en de eetbare Amanita spissa.

## Leefomgeving
De parelamaniet is te zien vanaf juni tot in de herfst. De paddenstoel is niet kieskeurig qua standplaats en komt voor in loofbossen en naaldbossen. De parelamaniet vormt mycorrhiza met verschillende loof- en naaldbomen. 

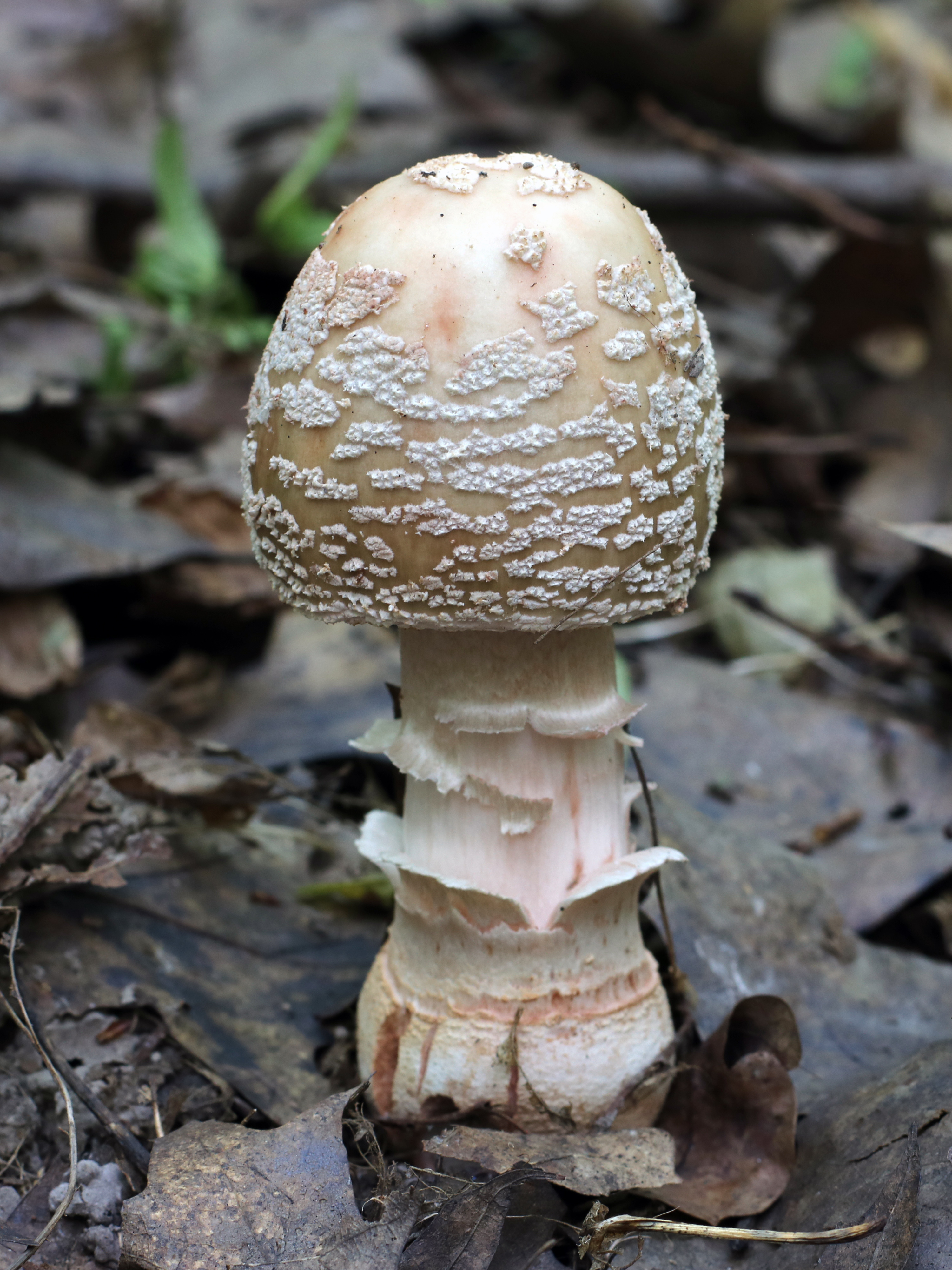
Amanita rubescens in een jong stadium
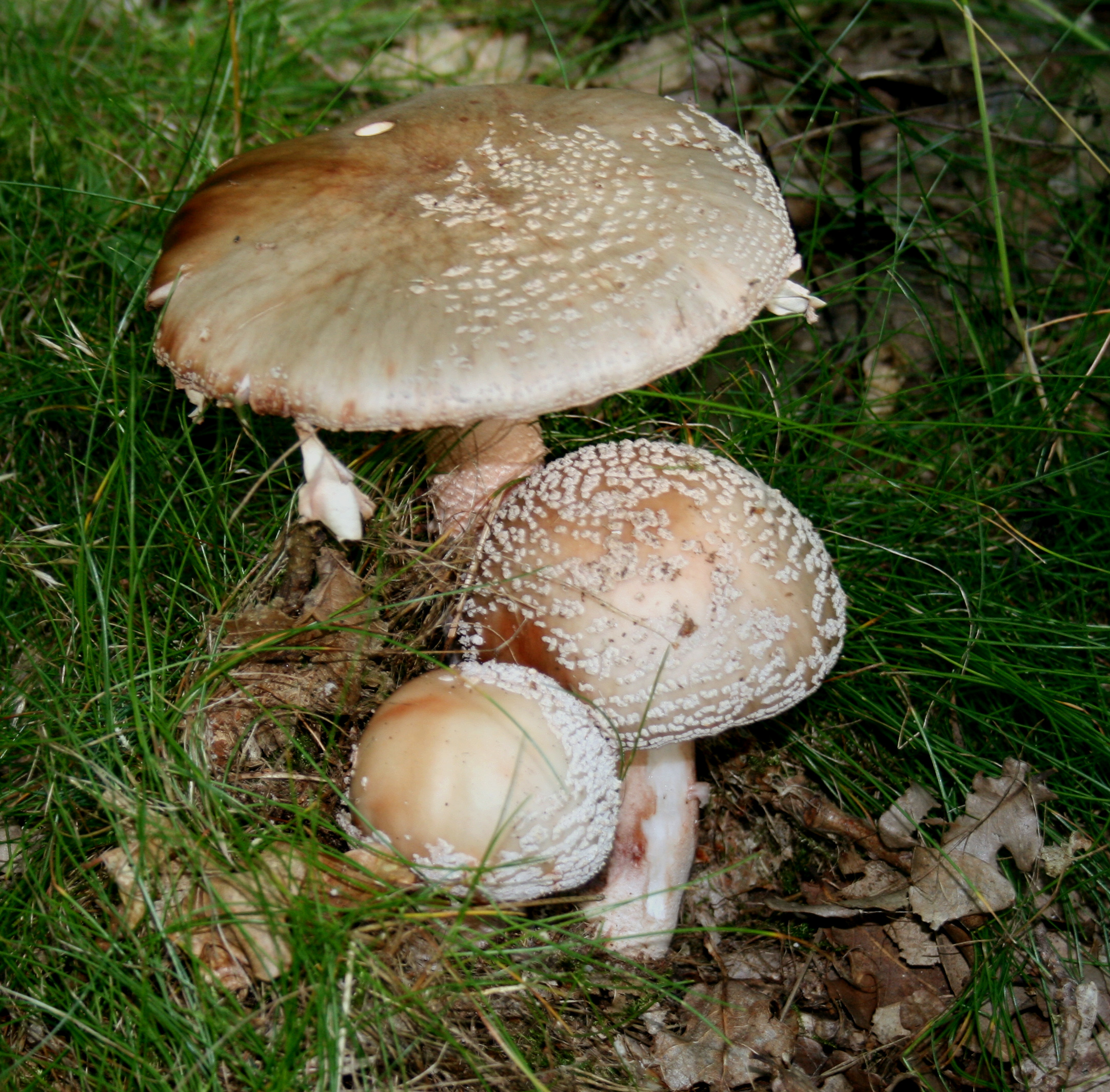
Amanita rubescens
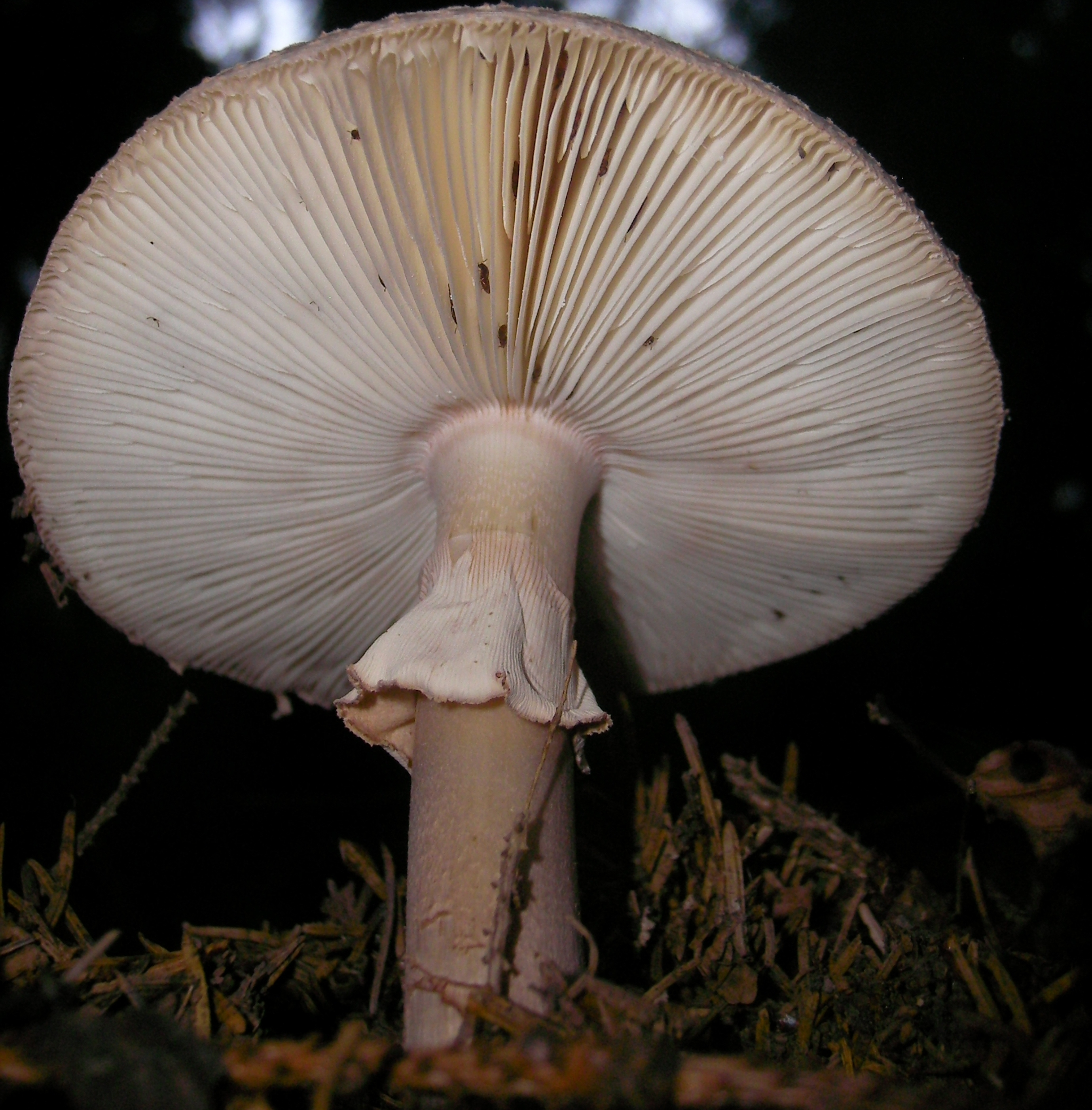
Lamellen en manchet